# Green Prix EcoTarga Florio
Il Green Prix EcoTarga Florio è stata una competizione automobilistica riservata a veicoli alimentati tramite fonti di energia alternativa e inserita fino al 2011 nel programma del Campionato del mondo FIA energie alternative.

## Albo d'oro recente
| Edizione | Vincitore        |
| -------- | ---------------- |
| 2009     | Giuliano Mazzoni |
| 2010     | Massimo Liverani |
| 2011     | Massimo Liverani |